# الوقب (الجميمة)

تعديل مصدري - تعديل

الوقب هي إحدى قرى عزلة جفنة بمديرية الجميمة التابعة لمحافظة حجة، بلغ تعداد سكانها 65 نسمة حسب تعداد اليمن لعام 2004.